# アルベール・リベラ
アルベール・リベラ・ディアス（Albert Rivera Díaz、1979年11月15日 - ）は、スペイン・バルセロナ出身の法曹・政治家。シウダダノス(C's)党首やカタルーニャ州議会議員などを歴任。ESADEで法学を学んだ。

## 経歴
両親はカタルーニャ人とアンダルシア人である。16歳の時に水泳のカタルーニャ州選手権で優勝した。ラモン・リュイ大学のビジネススクールであるESADEで法学を学び、憲法学の修士号を取得した。若い頃に法律の世界に興味を抱いて法学を学び始めたが、スペイン中のディベート大会に参加するなかで政治に興味を抱き、完璧な演説技術を身に付けた。市民組織シウタダンス・デ・カタルーニャの憲法学教授兼推進者だったフランセスク・デ・カレーラスは、ESADEでリベラの指導教授だった。大学卒業後には、バルセロナに拠点を置く貯蓄銀行、ラカイシャの法律部門で働きはじめた。2002年から2006年までは国民党(PP)に所属していたと報じられているが、リベラ自身は正式な党員だったことを否定し、青年組織の活動の一部に参加していただけだと主張している。
2006年7月にはカタルーニャ州で新政党シウダダノス(C's)が設立され、初会合でリベラが党首に選出された。2006年カタルーニャ州議会選挙の準備を行うために職場に無給休暇を求めている。シウダダノスは11月1日に行われた州議会選挙で3議席を獲得し、リベラは州議会議員に就任した。選挙期間中には公衆の目を引き付けるために、党首のリベラ自身が全裸で（大事な部分は手で隠して）選挙ポスターに登場している。セクシーなヌードが印刷された数万枚のビラが配布されたほか、1万枚のポスターがバルセロナ周辺のバスの車内、掲示板、建物などに貼られた。この宣伝手法に不快感を示す有権者もいたが、リベラの外見の良さを喧伝するのに役立った。
2007年9月、「カタルーニャ・ナショナリズムへの反対姿勢」を2か月以内に放棄するようにという死の脅迫を自宅に受けた。2010年には「バイクが恋人」だと語っている。2015年3月初頭時点で、Twitterのフォロワー数は214,000人、Facebookのフォロワー数は133,000人だった。